# 瀧本豊文
瀧本 豊文（たきもと とよふみ、1955年（昭和30年）12月15日 - ）は、日本の政治家。元岡山県井原市長（3期）、元芳井町長（1期）。

## 来歴
龍谷大学文学部卒業。1979年（昭和54年）8月1日、芳井町役場に採用される。
2002年（平成14年）の芳井町長選挙に初当選した。同年5月20日、町長就任。2005年（平成17年）3月1日、芳井町は小田郡美星町とともに井原市に編入され廃止。
2006年（平成18年）9月3日に行われた井原市長選挙に民主党の推薦を受けて出馬。現職の谷本巖を破り初当選した（瀧本：14,926票、谷本：13,512票）。9月16日、市長就任。
2010年（平成22年）、再選。2014年（平成26年）、無投票で3選。
2018年（平成30年）の市長選で元井原市役所職員の大舌勲に敗れ落選。